# Hilaire de Poitiers
Pour les articles homonymes, voir Hilaire, saint Hilaire et Saint-Hilaire.
 (mars 2024).
- Si vous ne connaissez pas le sujet, laissez ce bandeau (vous pouvez alors contacter les auteurs).
- Si vous supprimez le contenu mis en cause (vous pouvez préalablement contacter les auteurs),

argumentez précisément cette suppression dans la page de discussion
(un manque de référence n'est pas un argument ; une recherche réelle de référence doit avoir été effectuée, être formellement documentée).
Hilaire de Poitiers (en latin Hilarius Pictaviensis), surnommé le Marteau des Ariens ou l'Athanase d'Occident est le premier évêque de Poitiers réellement attesté, né vers 300 et mort en 367.
Il est de même l'un des premiers écrivains latins chrétiens. Théologien du IVe siècle, il fut un grand défenseur de l'orthodoxie nicéenne face à l'arianisme et au sabellianisme. 
Père de l'Eglise, il a été élevé au rang de Docteur de l'Église par le pape Pie IX en 1851. Saint pour les catholiques et les orthodoxes, il est commémoré le 13 janvier selon le Martyrologe romain.
Il est déjà marié et père d'une fille quand il devient évêque mais aurait ensuite gardé une continence parfaite. Sa fille, Abra de Poitiers, est reconnue sainte par l'Église catholique et l'Église orthodoxe et commémorée le 1er décembre.

## Biographie

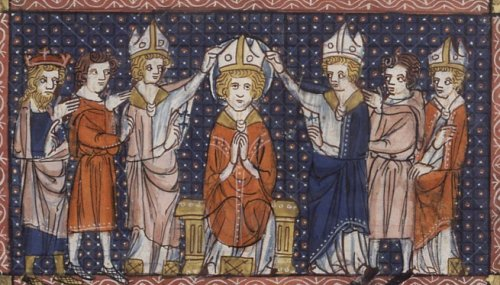
Ordination de saint Hilaire, Legenda Aurea, Atelier de Jeanne et Richard de Montbaston (XIV).

Issu de l'aristocratie gallo-romaine de la cité de Limonum (Poitiers), il reçoit une bonne éducation avant de se former à la rhétorique latine. Les éléments autobiographiques qui parsèment ses œuvres laissent à penser qu'il est né païen, qu'il se convertit au contact de la Bible, et qu'il n'est baptisé que vers 345. Il est père de famille avec une fille unique Abra, lorsqu'il est élu évêque de la ville vers 350 mais aurait depuis gardé une continence parfaite,.
Soucieux de l'instruction de son peuple, il rédige un Commentaire sur l’Évangile de Matthieu, qui est la première œuvre exégétique latine qui nous soit parvenue. Ce texte, remarquable travail d’exégèse littérale, montre toutefois qu'Hilaire ne connaît pas la tradition orientale : sa perception de l'engendrement du Verbe montre même qu'il ignore les formulations du concile de Nicée. Il admettra d'ailleurs dans ses œuvres ultérieures qu'il n'a découvert celui-ci qu'en 354, soit près de trente ans après le concile.[Information douteuse]
En 353, réuni à la demande du pape Libère et de l'empereur Constance II, le concile d'Arles rétablit les ariens dans la communion, anathématise Athanase, Paulin de Trèves et Sérapion de Thmuis. Hilaire rompt alors la communion avec le pape Libère et lance l'anathème sur celui-ci ainsi que sur Saturnin d'Arles.
Alors que l’arianisme s’étend en Gaule, il s’oppose en effet à ce courant de pensée théologique. Dans l'Empire romain du milieu du IVe siècle, c'est aussi s'opposer à l'empereur. Lors du concile de Béziers de 356, dominé par les ariens unis autour de Saturnin, l'évêque d'Arles, il est déclaré hors de la communion et exilé en Phrygie.  
L'empereur Constance II décide de réunir simultanément un concile occidental à Rimini et un concile oriental à Séleucie afin de réconcilier l’Église divisée entre ariens, semi-ariens, et nicéens. L'empereur souhaite avant tout l'unité religieuse afin de parvenir à l'unité politique.
Hilaire cherche à exposer la doctrine catholique à l'empereur dans ses deux Livres à l'empereur Constance. Il expose ses thèses au concile de Séleucie en 359, où il obtient l'union des nicéens, dit aussi homoousiens (car affirmant l'identité de substance entre le Père et le Fils), et des semi-ariens, dit aussi homéousiens (car affirmant la « similitude de substance » entre le Père et le Fils), contre l'arianisme. Mais les ariens vont convaincre l'empereur de la véracité de leur thèse et celui-ci promulgue une loi qui définit que la foi des sujets de l'Empire doit être arienne lors du concile de Constantinople en 360.
C'est un exemple frappant du césaropapisme propre à l'Impérium romain ou l'Auguste est le plus souvent aussi souverain pontife. César était pontifex maximus lorsqu'il conquiert la Gaule en 52 av. J.-C.. C'est plutôt l'inverse, que l'Empereur ne s'occupe pas de religion est une nouveauté propre à la religion chrétienne dans l'Empire [pas clair]. Celle-ci n'ayant pas été immédiatement la religion d’État à cause de ses divisions internes et de patriarcat. cette division de la couronne impériale romaine ne sera d'ailleurs pas sans poser moult problèmes de préséance entre chef d'Église et pouvoir temporel (entre Auguste et César en face des pontifex maximus).
Hilaire, pour des raisons que l'on ignore (selon les sources, c'est soit par grâce du nouvel empereur Julien, soit un exil nouveau, car il est gênant en Orient, soit même un retour sans autorisation), retrouve sa ville de Poitiers en 360-361. On ne sait pas s'il a pu participer au concile de Paris de janvier 361, mais celui-ci a clairement reçu son influence. En effet, ce concile régional condamne clairement l'arianisme et destitue les évêques ariens de Gaule.
Hilaire, reprenant son ministère épiscopal, continue à écrire pour l'édification de son peuple, en particulier son Traité des mystères, catéchèse mystagogique et allégorique, ainsi que ses Commentaires sur les psaumes, œuvre d'exégèse. Il poursuit sa lutte anti-arienne, s'opposant en particulier à Auxence de Milan, avec l'aide d'Eusèbe de Verceil.
Saint Martin de Tours le rejoint vers 356, se mettant à son école. En 360, Martin fonde l'abbaye de Ligugé à proximité de Poitiers. Saint Hilaire fut probablement à l'origine de la construction à Poitiers du baptistère Saint-Jean, l'un des plus vieux bâtiments chrétiens actuellement subsistant en France. Il baptisa également Saint Lupien de Ratiatum, la seconde cité pictave.
Il meurt en 367.

## Œuvres et théologie
La majeure partie des écrits d'Hilaire a été conservée : écrits exégétiques, traités théologiques et compositions liturgiques, en particulier des hymnes.
Son œuvre principale est le De Trinitate, traité en 12 livres, composé pendant son exil. Il y défend la « consubstantialité » du Fils avec le Père, contre les ariens qui nient la divinité du Christ, et contre les sabelliens qui ne distinguent pas le Père et le Fils. La théologie d'Hilaire est la première synthèse doctrinale écrite en latin. Fondée sur des sources grecques et défendant l'orthodoxie définie à Nicée, elle aura une influence certaine pendant tout le siècle suivant. Toutefois, elle perdra de son importance après le travail de saint Augustin : en effet, tout en s'inscrivant dans sa continuité, l’œuvre augustinienne dépasse largement celle d'Hilaire, en particulier dans l'expression de la divinité de l'Esprit Saint.[Information douteuse]
Son œuvre exégétique est originale en Occident : dans la ligne d'un Origène, il distingue un sens littéral d'un sens spirituel, et il s'attache à tirer des conclusions propres à instruire et à édifier. Lors de son exil en Orient, il entre en contact avec le texte grec des écritures, dans sa version de la Septante et il découvre plus précisément les œuvres d'Origène. Il s'appuiera sur l'un et sur l'autre dans ses commentaires bibliques d'après son exil, qui se concentreront sur l'étude du sens littéral. Son Traité des Mystères, daté des dernières années de sa vie, est une œuvre d'exégèse typologique : en parcourant l'histoire biblique, saint Hilaire montre comment les événements rapportés montrent en fait le Christ.
Par ses Hymnes, redécouvertes à l'époque contemporaine, il fait œuvre de pionnier, précédant saint Ambroise de Milan. Il introduit dans le monde chrétien latin une poésie inspirée à la fois de modèles classiques (latins et grecs) et bibliques (psaumes alphabétiques).
- Commentaire sur l’évangile de Matthieu (env. 353-356).
  - Tome I (1-13), Paris  Cerf, 1978, collection « Sources chrétiennes » no 254
  - Tome II (14-33), Paris  Cerf, 1979, collection « Sources chrétiennes » no 258
- La Trinité (env. 356-360).
  - Tome I, Paris  Cerf, 1999, collection « Sources chrétiennes » no 443
  - Tome II, Paris  Cerf, 2000, collection « Sources chrétiennes » no 448
  - Tome III, Paris  Cerf, 2001, collection « Sources chrétiennes » no 462
- Commentaires sur le Psaume 118 (env. 360-367).
  - Tome I (1-8), Paris  Cerf, 1988, collection « Sources chrétiennes » no 344
  - Tome II (9-22), Paris  Cerf, 1988, collection « Sources chrétiennes » no 347
  - Tome III (1-14), Paris  Cerf, 2008, collection « Sources chrétiennes » no 515
  - Tome IV (51-61), Paris  Cerf, 2014, collection « Sources chrétiennes » no 565
  - Tome V  (62-66), Paris  Cerf, 2019, collection « Sources chrétiennes » no 603
  - Tome VI  (119-126), Paris Cerf, 2022, collection « Sources chrétiennes » no 625
- Contre Constance (env. 360-361), Paris  Cerf, 1987, collection « Sources chrétiennes » no 334
- Traité des Mystères (env. 364-367), Paris  Cerf, 1947, collection « Sources chrétiennes » n°19bis, 3e réimpression 2005
- Commentaires sur les Psaumes (trad. Patrick Descourtieux), Paris, Le Cerf, 3 vol., coll. « Sources Chrétiennes », 2008-2019.

L'Histoire littéraire de la France lui consacre un long chapitre.

## Écrits

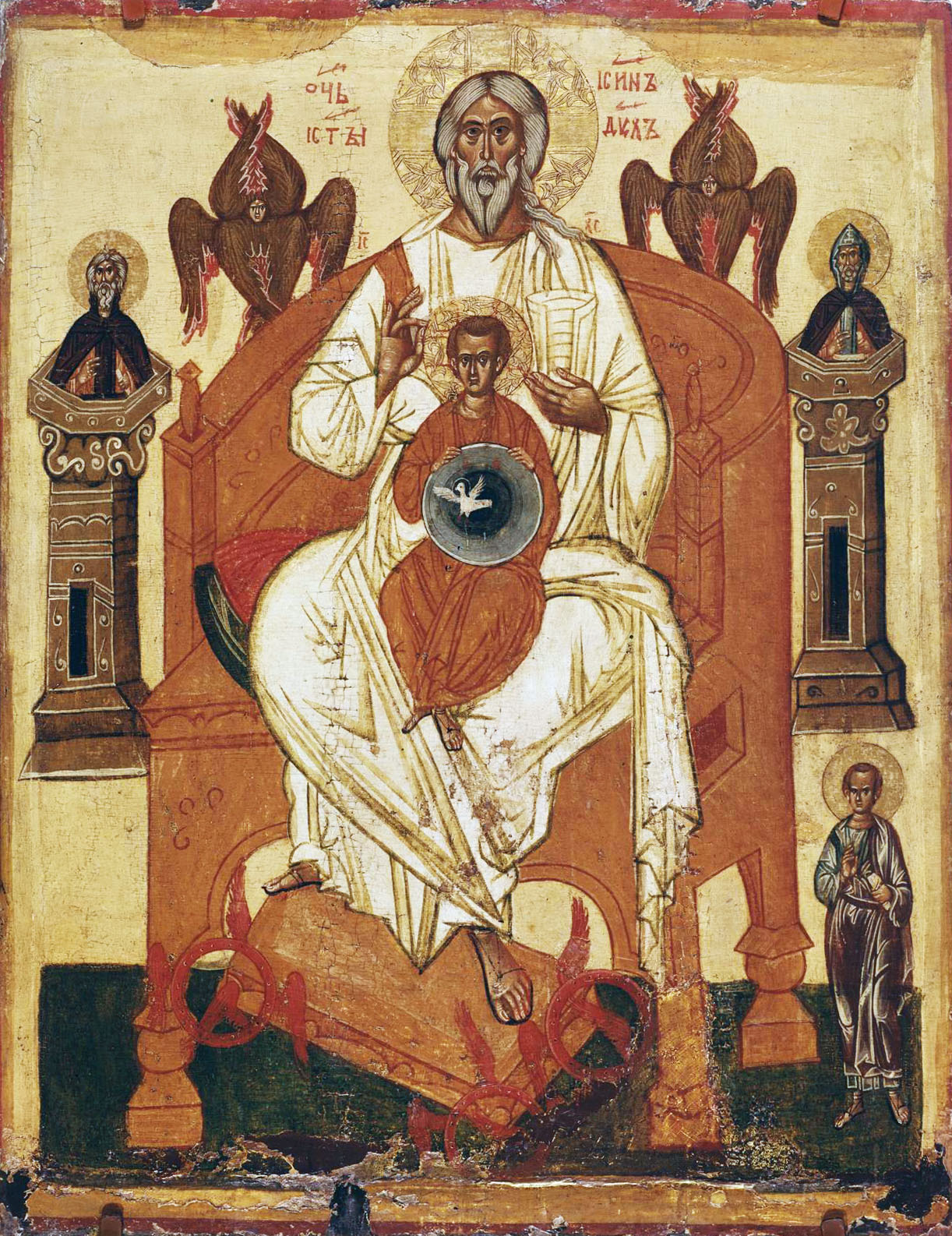
Icône de la Trinité, dite La Paternité, icône de l'école de Novgorod, début du XVe siècle, galerie Tretiakov, Moscou.

Saint Hilaire, père de famille devenu évêque de Poitiers vers 350, apôtre de la Gaule, est l'un des grands défenseurs de la Trinité au IVe siècle .
Un travail invisible

« Le Seigneur ordonne aux Apôtres de donner aux foules de quoi manger. Ignorait-il qu'il n'y avait rien à donner ? Et lui qui voit à l'intérieur de l'esprit de l'homme (cf Mt 12, 25), ne savait-il pas la quantité mesurée de nourriture mise en réserve entre les mains des Apôtres ? Mais c'était là une figure dont la raison devait se manifester. Ils répondirent qu'ils avaient seulement cinq pains et deux poissons, parce qu'ils étaient encore retenus sous le régime des cinq livres de la Loi — les cinq pains — et nourris par l'enseignement des deux poissons, c'est-à-dire des Prophètes et de Jean Baptiste.

Voilà donc ce que les Apôtres servirent en premier lieu, parce qu'ils étaient encore à ce régime, mais on nous montre la prédication des Évangiles partant de là, et s'étendant à partir de ces origines. Elle se développe, en accroissant sa puissance à profusion.

Les cinq pains n'en font pas plusieurs en se multipliant, mais les morceaux succèdent aux morceaux et l'on ne voit pas qu'ils se présentent coupés au bout, chaque fois qu'on les coupe. Au fur et à mesure, la matière croît : est-ce à l'emplacement des tables ou dans les mains qui prennent ou dans la bouche des convives ? Je ne sais. Qu'on ne s'étonne pas que les sources jaillissent, qu'il y ait des grappes aux ceps, que le vin coule partout des grappes et que toutes les ressources de la terre se répandent selon un rythme annuel indéfectible !

Un travail invisible s'accomplit en effet dans l'œuvre visible et le Seigneur des mystères célestes opère le mystère de l'action présente. »

— Hilaire de Poitiers. Sur Matthieu 14, 10-12, trad. J. Doignon, Paris, Cerf, coll. « Sources Chrétiennes » 258, 1979, p. 21-27.
Au terme de son traité sur La Trinité, saint Hilaire, évêque de Poitiers, adresse a Dieu le Père la prière suivante.
Au souffle de l'Esprit

« Rien ne te pénètre, si ce n'est ce qui est de toi, et le porteur d'une force extérieure et étrangère à toi ne mesure pas la profondeur de ta majesté immense. Tout ce qui entre en toi est tien et rien de ce qui est en toi avec pouvoir de te scruter n'est étranger à toi.

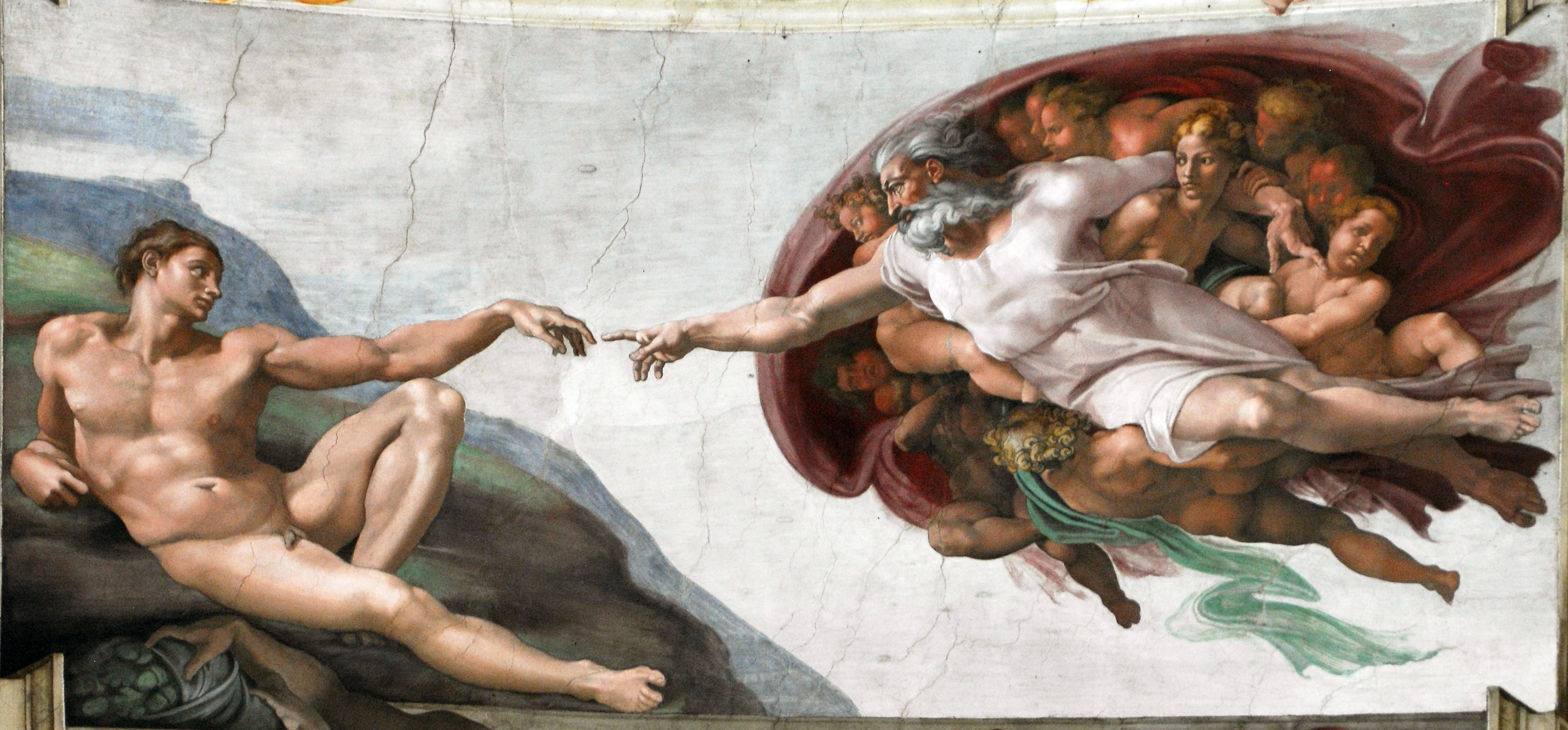
La Création de l'homme, fresque, vers 1508-1512, Michel-Ange, chapelle Sixtine.

Pour moi est ineffable celui dont les paroles en ma faveur me sont ineffables. Pour la naissance de ton Fils unique, à partir de toi avant les siècles éternels, toute ambiguïté de langage ou toute difficulté de comprendre une fois tombées, il ne reste que le fait qu'il est né de toi : de même, que ton Saint-Esprit vienne de toi à travers ton Fils, je puis à la vérité ne pas le saisir par l'intelligence, mais je le tiens tout de même en ma connaissance.
L'Esprit souffle où il veut : tu entends sa voix, mais tu ne sais ni d'où il vient ni où il va. Il en est ainsi pour qui est né de l'eau et du souffle de l'Esprit (Jn 3, 8). Je m'attache, sans savoir, à la foi en ma régénération et ce que j'ignore, je le tiens dorénavant. Je renais sans m'en rendre compte, d'une renaissance efficace. Mais, pour l'Esprit, il n'est pas de mesure lorsqu'il s'agit de parler, quand il veut, de ce qu'il veut, là où il veut. La raison de sa présence ou de son absence, même si j'ai conscience de son assistance, je l'ignore. »

— Hilaire de Poitiers. La Trinité, XII, 55-56, trad. M. de Durand, G. Pelland et C. Morel, Paris, Cerf, coll. « Sources Chrétiennes » 462, 2001, p. 467.
Saint Hilaire, évêque de Poitiers, est l'un des premiers commentateur de l'Évangile selon Matthieu.
Commentaire selon Matthieu (Mt 18, 21 à 19, 1) :
Sans mesure

« À Pierre qui lui demandait s'il fallait pardonner sept fois à un frère qui pécherait contre lui, il répondit : « Non pas jusqu'à sept fois, mais jusqu'à soixante-dix fois sept fois. » Il nous plie à la ressemblance totale de son humilité et de sa bonté.

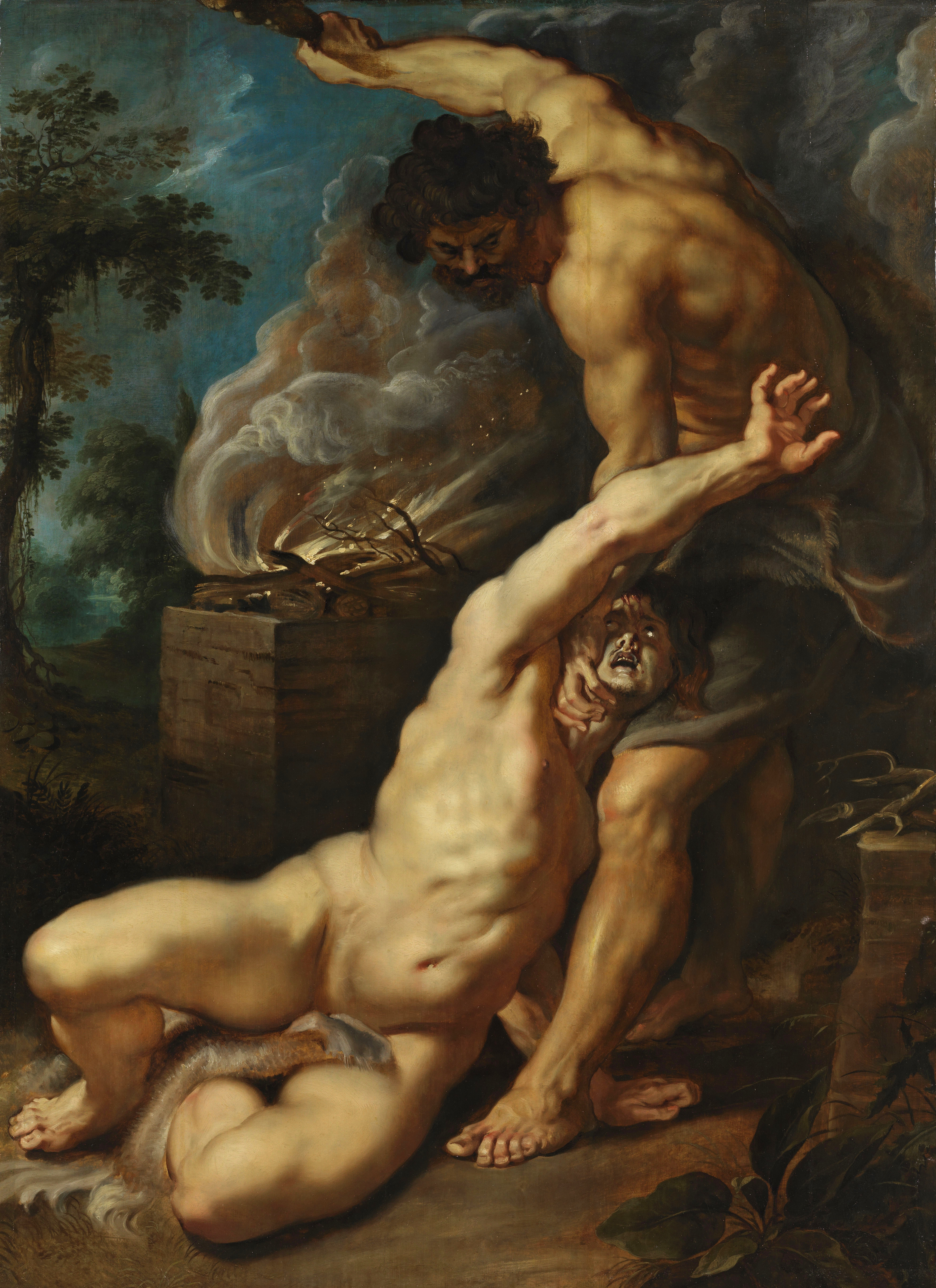
Caïn tuant Abel, vers 1608/1609, Pierre Paul Rubens, Institut Courtauld.

Le pardon est total par le fait que le Seigneur, à la suite du retour opéré par l'aveu, peut remettre jusqu'aux péchés commis à son égard. La peine qu'à dû payer Caïn a été fixée au septuple. Combien plus devons-nous donner en retour le pardon sans le mesurer ni le chiffrer et penser non pas à évaluer ce que nous remettons, mais à cesser de nous indigner contre ceux qui pèchent contre nous, chaque fois qu'il y a eu nécessité de nous indigner ! En tout cas cette constance du pardon montre qu'il ne doit y avoir chez nous aucune occasion de ressentiment, puisque Dieu, par une faveur de sa part plutôt que par notre mérite, accorde intégralement le pardon de tous nos péchés. En effet, il est impie de limiter par un chiffre, comme le prescrit la Loi, le pardon à accorder, quand Dieu, par la grâce de l'Évangile, nous a accordé un pardon sans mesure. »

— St Hilaire de Poitiers. Sur Matthieu 18, 10, trad. J. Doignon, Paris, Cerf, Sources chrétiennes 258, 1979, p. 85-87.

## Culte
Considéré comme Père de l'Église, saint Hilaire de Poitiers a été élevé au rang de docteur de l'Église par le pape Pie IX en 1851. L’Église orthodoxe l'a toujours considéré comme Père de l'Église et tenu en haute estime. Il est fêté le 13 janvier (date présumée de sa mort).
De nombreux lieux et bâtiments catholiques ont été baptisés au nom de ce saint. Il est le patron de la ville de Parme en Italie et de la ville de Comares en Espagne.
En Bretagne bretonnante, Hilaire de Poitiers (Sant Hiler en breton). en raison de la proximité de son nom avec le terme breton an alaer qui signifie « l'alevineur », est, avec saint Alar, un des saints patrons des alevins et des alevineurs ; c'est par exemple le saint patron de l'église paroissiale de Clohars-Fouesnant (Finistère).

## Iconographie
- Église Saint-Étienne-du-Mont : Saint-Hilaire, évêque de Poitiers, sculpture (1861) par Jean Valette[18].

### Bibliographie

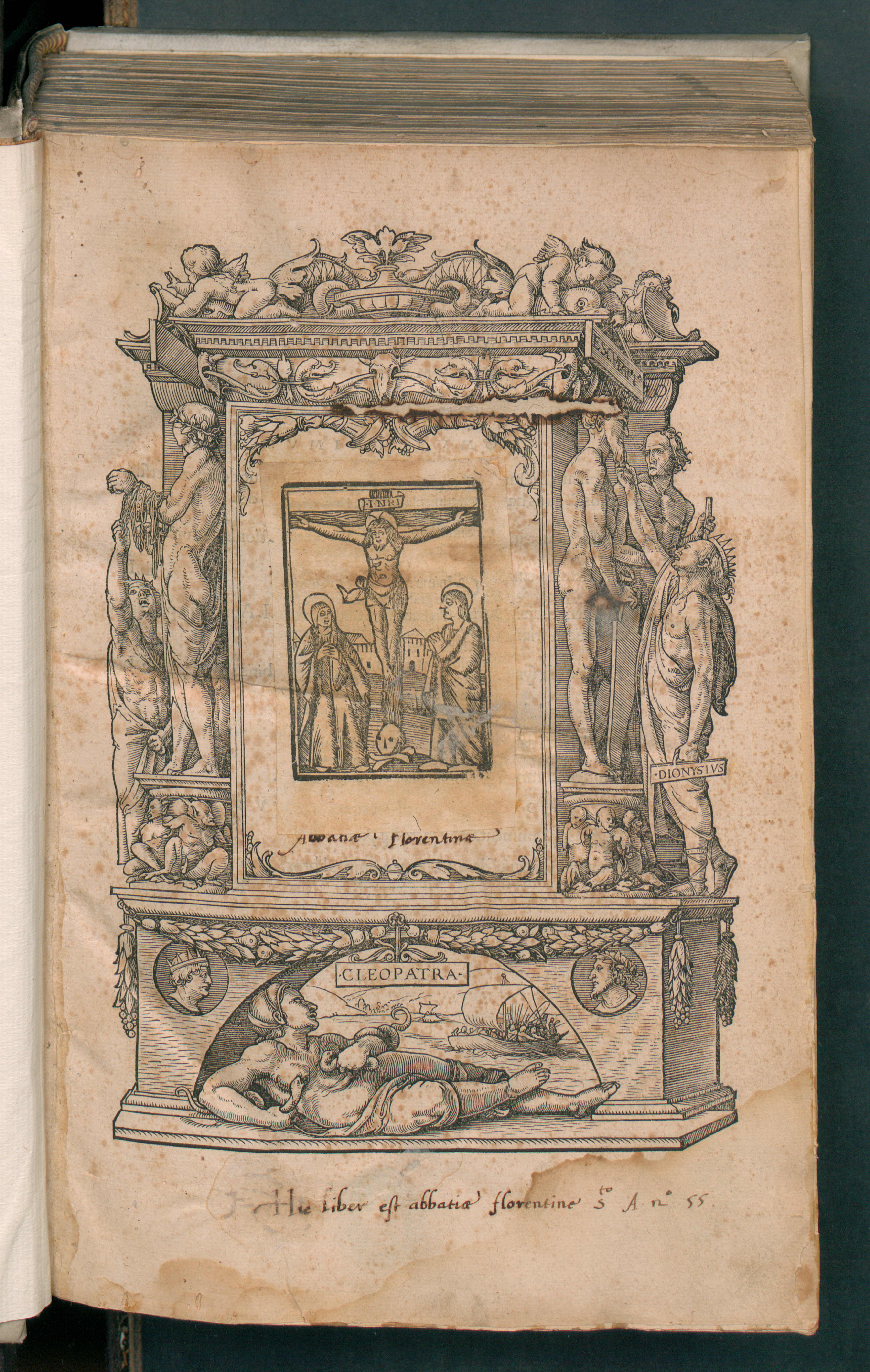
Lucubrationes, 1523.